# St.-Nathanael-Kirche (Hannover)

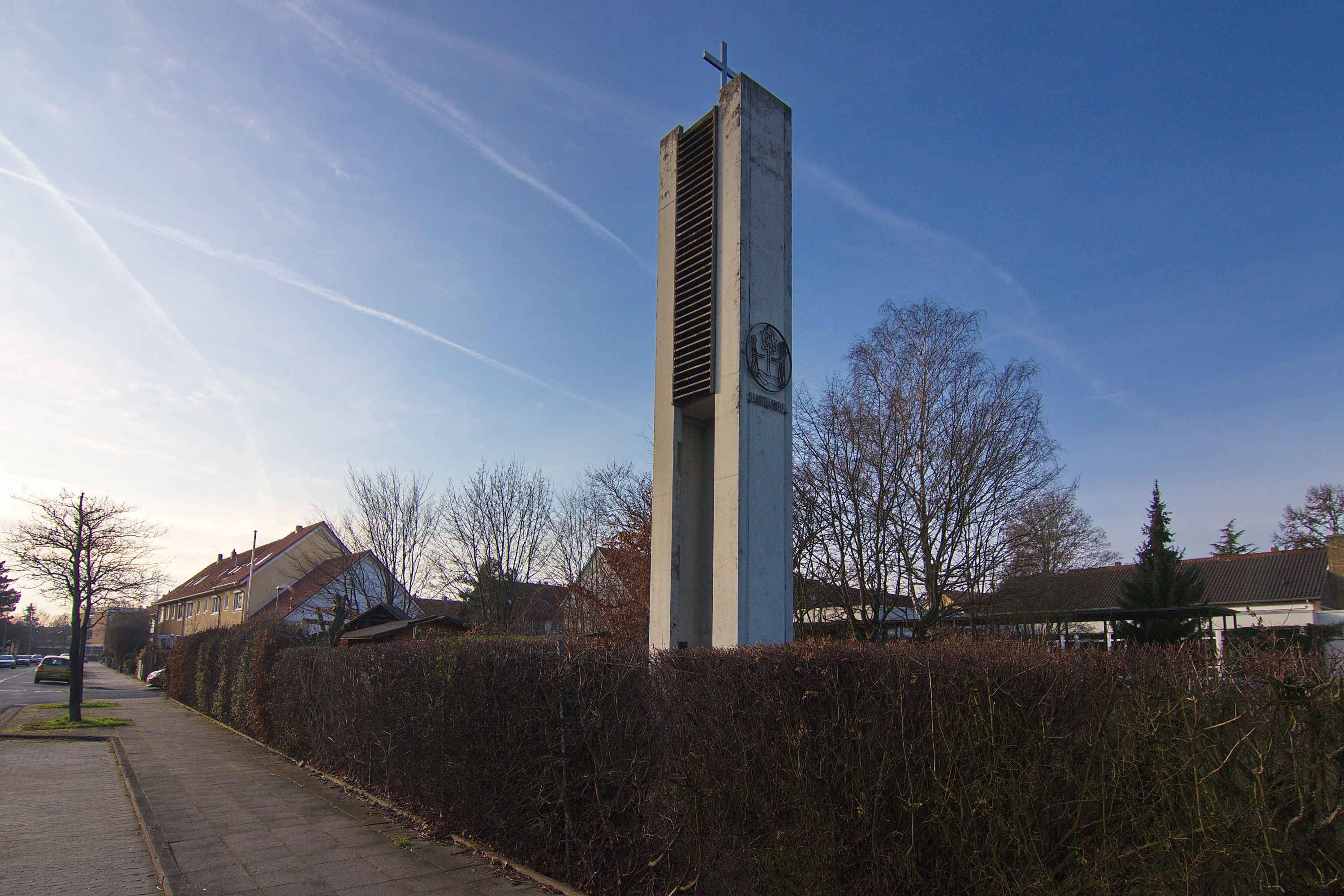
Turm der St.-Nathanael-Kirchengemeinde in Bothfeld, 2012

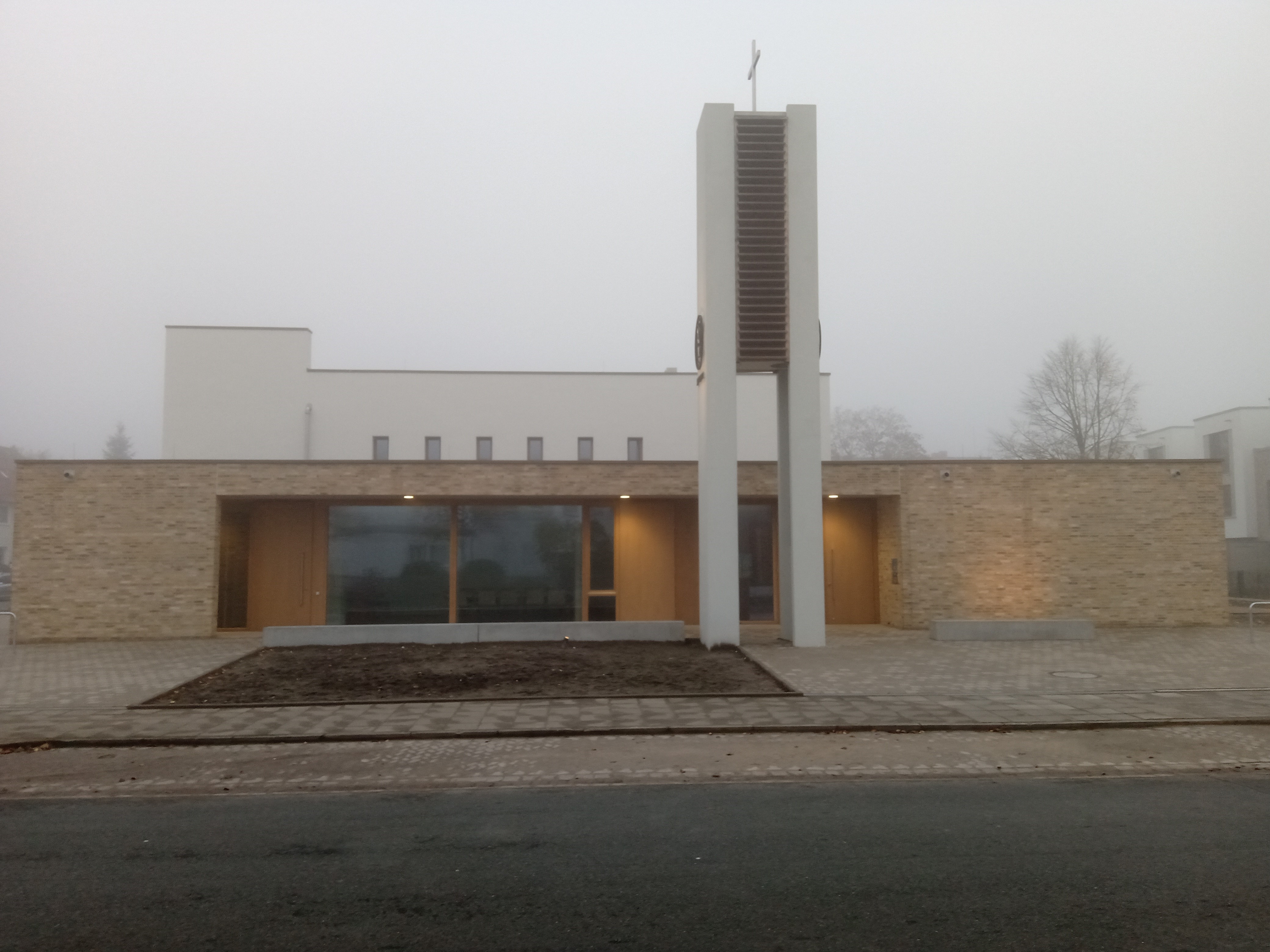
St.-Nathanael-Kirche Hannover von Osten, Aufnahme vom November 2019 nach Einweihung des Neubaus

Die St.-Nathanael-Kirche in Hannover ist ein evangelisch-lutherischer Sakralbau im Stadtteil Bothfeld unter der Adresse Hartenbrakenstraße 27.

## Geschichte und Beschreibung
Die St.-Nathanael-Kirchengemeinde entstand Anfang der 1960er-Jahre, als in Bothfeld nach Plänen des Architekten Wolfgang Rauda in den Jahren 1961 bis 1963 zunächst ein Gemeindezentrum für die Bothfelder protestantischen Christen errichtet wurde. Doch der Plan, eine Kirche zu bauen, wurde bis in das 21. Jahrhundert nicht verwirklicht. Stattdessen wurde ein ursprünglich als Gemeindesaal vorgesehener Raum für den Gottesdienst genutzt. Eine Mehrfunktionalität dieses Raumes war von Anfang an im Stil der damaligen Zeit vorgesehen. So blieb die Bestuhlung variabel, während vier großflächige Klarglasfenster zwischen dem Innenraum und dem Alltag draußen vermitteln sollte. Später wurden die Flächen der Fenster umgestaltet, zeigten jeweils ein von außen erkennbares Kreuz, während nach innen nur noch gedämpftes Licht den Kirchenraum erhellte.
Auf dem Gelände der St.-Nathanael-Kirche markierte seit 1978 ein freistehender Glockenturm den Standort des Gemeindezentrums. Auf zwei Seiten des Turms wird die Berufung des Namensgebers der Kirchengemeinde dargestellt: Wie in der Bibel im Johannesevangelium (Joh 1,45-50 ) steht der skeptische Nathanael vor einem Feigenbaum, erkennt dann jedoch Jesus als den Messias und folgt ihm als einer seiner Jünger nach.

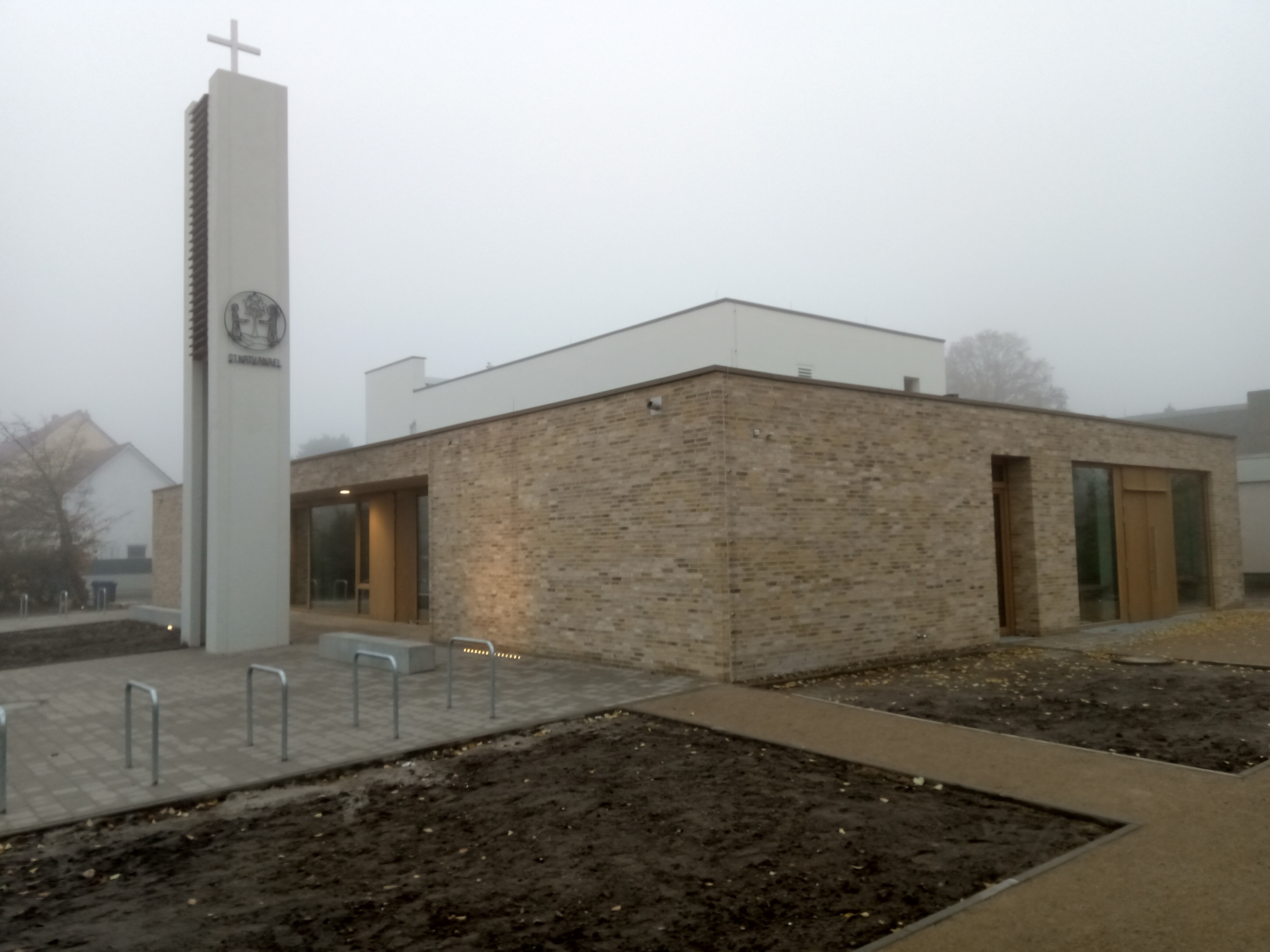
St.-Nathanael-Kirche Hannover von Nordosten, Aufnahme vom November 2019 nach Einweihung des Neubaus, rechts im Bild der Hochzeitspforte genannte Festtagseingang

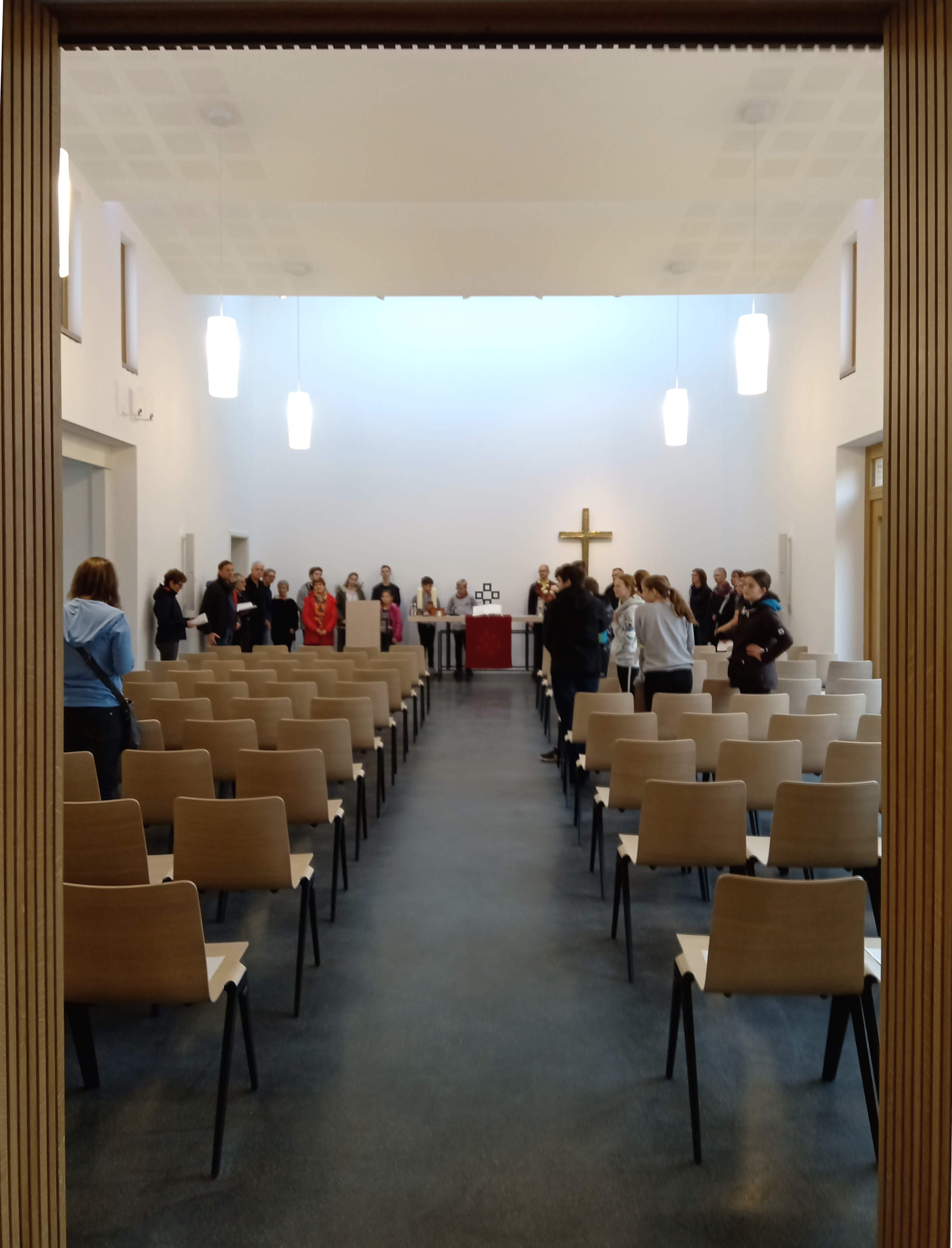
Innenraum St. Nathanael Hannover

Anfang des 21. Jahrhunderts gab es – insbesondere aus Gründen der Wirtschaftlichkeit – jahrelange Diskussionen um Abriss und Neubau der Gebäude der St.-Nathanael-Gemeinde. Im Jahr 2012 wurde ein Architektenwettbewerb durchgeführt, aus dem das Büro ''kellner schleich wunderling'' aus Hannover als Sieger hervorging. Von 2017 bis 2019 wurde das siegreiche Konzept umgesetzt, wozu der Abriss des bisherigen Gemeindehauses und der Bau von Wohngebäuden auf einem Teil des ehemaligen Kirchengeländes gehörten.
Vor der Errichtung des neuen Kirchenzentrums wurde der bestehende Glockenturm saniert. Vor dem Anbringen neuer Schalllamellen waren die drei Glocken des Geläuts zu sehen. Der alte Kirchturm wurde auch architektonisch als Anknüpfungspunkt für den Neubau genommen und stellt heute ein sinnfälliges Teil des Ensembles dar, so dass er zugleich Brücke zwischen Geschichte und Gegenwart der Gemeinde ist.
Das neue Kirchenzentrum verfügt über einen zentralen Kirchenraum, dem ein Gruppenraum sowie das Foyer und über dieses hinweg ein weiterer Gruppenraum zugeschaltet werden können. Auf diese Weise kann praktisch das gesamte Gebäude als großer Kirchenraum für Festgottesdienste genutzt werden. Dabei wird die so genannte Hochzeitspforte im Norden zum Hauptportal für das Gebäude und ermöglicht einen festlichen Ein- und Auszug über die Längsachse der Kirche. Das Kirchenzentrum steht damit als prototypische Lösung für die Verkleinerung des Gebäudebestands schrumpfender Kirchengemeinden, ohne bei verringertem Platzangebot auf die gewohnte Vielzahl von sakralen und säkularen Angeboten verzichten zu müssen. Hervorgehoben wird für die St.-Nathanael-Kirche, dass sie trotz der, wie beim Vorgängerbau, erforderlichen Multifunktionalität einen deutlich stärkeren sakralen Charakter vermittelt. Dies ist vor allem auf eine entsprechende Materialwahl und Raumhöhe zurückzuführen. So verfügt der Altarraum über ein überhöhtes Oberlicht sowie eine Orgelempore auf der Rückseite, so dass der räumliche Eindruck einer Kirche und nicht nur eines Kirchsaals entsteht.

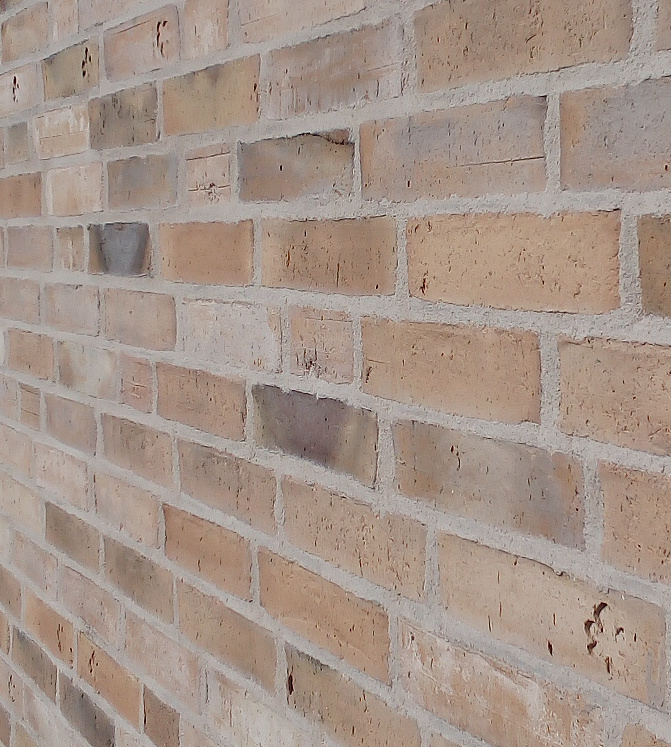
Feigenblattziegel auf der Ostfassade

Das Äußere nicht nur der Kirche, sondern auch der angrenzenden Reihenhäuser im Nathanael-Quartier ist durch einen ockerfarbenen dänischen Klinker geprägt, der als Reminiszenz auf die Klinkermauer des nicht weit entfernten Bothfelder Friedhofs gewählt wurde. Auf der Eingangsseite finden sich bei genauerem Hinsehen 100 in den Klinker geprägte Feigenblätter. Sie sind 100 Stiftern der Innenausstattung persönlich zugeordnet und stellen so einen Bezug zwischen den Gemeindegliedern und ihrem Kirchenbau her, indem sie zugleich an die Berufungsgeschichte des Nathanael erinnern.

## Orgel
Die Orgel wurde 1964 von der Werkstatt Schmidt & Thiemann erbaut. 2019 wurde die Orgel durch die Orgelbauwerkstatt Feopentow in das neue Gemeindezentrum umgesetzt und dabei baulich und klanglich an die neuen räumlichen Gegebenheiten angepasst. Die Disposition lautet wie folgt:
| I Hauptwerk |    |
| Gedackt     | 8′ |
| Principal   | 4′ |
| Rohrflöte   | 4′ |
| Principal   | 2′ |
| Mixtur II   |    |

| Pedal   |     |
| Subbass | 16′ |